# Turistički vodič istočne Slavonije i Baranje
Turistički vodič istočne Slavonije i Baranje, knjižica dimenzija 15 x 15 cm na 56 stranica (+ korice) štampana u boji s mnoštvom kolor-fotografija. Taj turistički vodič jedan je od rezultata projekta pod nazivom "Održivi razvoj turizma u istočnoj Slavoniji i Baranji", koji je osmislila i provela nizozemska organizacija "Stichting Kosjenka". Cilj tog projekta bio je ojačati lokalno gospodarstvo kroz poticanje održivog turizma. Izdan je 2004. godine uz financijsku potporu Cordaid-a.
Autor teksta i fotografija je Erik Nijsten, urednik je Laurens Berk, prevela ga je Simona Borko, a grafički oblikovala Mihaela Pecnik.
Uz uvod "Dobrodošli u istočnu Slavoniju i Baranju vodič ima 9 poglavlja:
- Tamo gdje se dodiruju Drava i Dunav 
 Aljmaš, Dalj, Erdut
- Baranja - vodena granica 
 Batina, Topolje
- Prirodno srce Baranje 
 Kopački rit, Kopačevo, Tikveš, Zlatna Greda
- U trokutu dvoraca i parkova 
 Donji Miholjac, Valpovo, Našice
- Kulturna i vjerska središta 
 Osijek, Ernestinovo, Đakovo
- Mirisi i okusi Baranje 
 Kneževi Vinogradi, Karanac, Suza, Zmajevac
- Na obalama Dunava 
 Bapska, Šarengrad, Ilok
- Vidljivi ožiljci prošlosti 
 Vukovar i okolica
- Na habsburškim granicama 
 Vinkovci, Županja

Na kraju vodiča nalazi se popis smještajnih, ugostiteljskih, turističkih i drugih objekata i destinacija te turističkih i izletničkih ureda s adresama, telefonima, e-adresama i internetskim stranicama, razvrstanih prema poglavljima knjižice i prema podnaslovima "smještaj", "gastronomija", "turistički" i "izletnički ured" i "ostalo".